# Trentepohlia separata
Trentepohlia separata är en tvåvingeart som beskrevs av Alexander 1934. Trentepohlia separata ingår i släktet Trentepohlia och familjen småharkrankar. Inga underarter finns listade i Catalogue of Life.